# WWE Vengeance
Vengeance a fost un eveniment pay-per-view anual de wrestling organizat în luna iunie de federația World Wrestling Entertainment. Prima ediție a pay-per-view-ului a avut loc în 2001, când a înlocuit WWE Armageddon ca eveniment al luni decembrie, iar cu un an mai târziu Armageddon a revenit și Vengeance a luat locul ppv-ului WWF Fully Loaded. În 2003, evenimentul a fost unul exclusiv al diviziei SmackDown!, iar în perioada 2004-2006 unul exclusiv RAW. 
Începând cu anul 2008 acest PPV a fost numit Night of Champions.

## Istoric

### 2001
Vengeance 2001 a avut loc pe data de 9 decembrie 2001, evenimentul fiind gazduit de San Diego Sports Arena din San Diego, California.
- Sunday Night HEAT match: The APA (Bradshaw și Farooq) i-au învins pe Billy și Chuck
  - Bradshaw l-a numărat pe Chuck.
- Albert și Scotty 2 Hotty i-au învins pe Christian și Test (6:20)
  - Albert l-a numărat pe Christian după un "Baldo Bomb".
- Edge (c) l-a învins pe William Regal păstrându-și campionatul WWE United States Championship (9:06)
  - Edge l-a numărat pe Regal după un "Spear".
- Jeff Hardy l-a învins pe Matt Hardy (cu Lita arbitru special) (12:32)
  - Jeff l-a numărat pe Matt după un "Swanton Bomb".
- The Dudley Boyz (Bubba Ray Dudley și D-Von Dudley) (c) i-au învins pe Big Show și Kane păstrându-și campionatele WWF Tag Team Championship (6:49)
  - Bubba Ray l-a numărat pe Show după un "Double Flapjack".
- The Undertaker l-a învins pe Rob Van Dam (c) într-un Hardcore match câștigând campionatul WWF Hardcore Championship (13:28)
  - Undertaker l-a numărat pe Van Dam după un "chokeslam" pe douo mese înafara ringului.
- Trish Stratus (c) a învins-o pe Jacqueline păstrându-și campionatul WWF Women's Championship (3:35)
  - Trish a numărat-o pe Jacqueline după un "Backslide Pin".
- Stone Cold Steve Austin (c) l-a învins pe Kurt Angle păstrându-și campionatul WWF Championship (15:05)
  - Austin l-a numărat pe Angle după un "Stone Cold Stunner".
- Chris Jericho l-a învins pe The Rock (c) câștigând campionatul World Championship (19:08)
  - Jericho l-a numărat pe Rock după un "Low Blow" și un "Rock Bottom".
- Chris Jericho (World Champion) l-a învins pe Stone Cold Steve Austin (WWF Champion) într-un meci de unificare câștigând campionatul Undisputed WWF Championship (12:34)
  - Jericho l-a numărat pe Austin după ce Booker T l-a lovit cu Campionatul WWF.

### 2002
Vengeance 2002 a avut loc pe data de 21 iulie 2002, evenimentul fiind gazduit de Joe Louis Arena din Detroit, Michigan.
- Sunday Night HEAT match: Goldust l-a învins pe Stevie Richards (3:49)
  - Goldust l-a numărat pe Richards.
- The Dudley Boyz (Bubba Ray Dudley și Spike Dudley) i-au învins pe Chris Benoit și Eddie Guerrero într-un Elimination tables match (14:59)
  - Spike l-a eliminat pe Guerrero după un "Dudley Dog" pe o masă (13:15)
  - Benoit l-a eliminat pe Spike după ce l-a aruncat pe o masă (14:30)
  - Bubba Ray l-a eliminat pe Benoit după un "Bubba Bomb" pe o masă (14:59)
- Jamie Noble (c) l-a învins pe Billy Kidman păstrându-și campionatul WWE Cruiserweight Championship (7:34)
  - Noble l-a numărat pe Kidman după un "Tiger Driver".
- Jeff Hardy l-a învins pe William Regal păstrându-și campionatul WWE European Championship (4:16)
  - Jeff l-a numărat pe Regal cu un "Roll-Up".
  - Acesta a fost ultimul PPV în care a fost apărat Campionatul European din cauza desființări sale.
- John Cena l-a învins pe Chris Jericho (6:21)
  - Cena l-a numărat pe Jericho cu un "Roll-Up".
- Rob Van Dam (c) l-a învins pe Brock Lesnar prin descalificare într-un meci pentru campionatul WWE Intercontinental Championship (9:38)
  - Lesnar a fost descalificat după ce Heyman a împins arbitrul de ring.
- Booker T l-a învins pe Big Show într-un No Disqualification match (6:12)
  - Booker l-a numărat pe Show după un "Harlem Hangover".
- The Un-Americans (Christian și Lance Storm) i-au învins pe Edge și Hollywood Hulk Hogan (c) câștigând campionatele WWE Tag Team Championship (10:00)
  - Storm l-a numărat pe Edge după ce Chris Jericho l-a lovit cu campionatul.
  - În timpul meciului, Test i-a aplicat un "Big Boot" lui Edge.
- The Rock i-a învins pe Kurt Angle și The Undertaker (c) câștigând campionatul WWE Undisputed Championship (19:35)
  - Rock l-a numărat pe Angle după un "Rock Bottom".

### 2003
Vengeance 2003 a avut loc pe data de 27 iulie 2003, evenimentul fiind gazduit de Pepsi Center din Denver, Colorado.
- Sunday Night HEAT match: Último Dragón l-a învins pe Chris Kanyon (4:04)
  - Dragon l-a numărat pe Kanyon după un Asai DDT.
- Eddie Guerrero l-a învins pe Chris Benoit câștigând vacantul campionat WWE United States Championship (22:14)
  - Guerrero l-a numărat pe Benoit după un Frog Splash.
  - În timpul meciului, Rhyno i-a aplicat un "Gore" lui Benoit.
  - Acest meci a fost finala unui turneu pentru Campionatul inaugural al Statelor Unite.
- Jamie Noble l-a învins pe Billy Gunn (5:00)
  - Noble l-a numărat pe Gunn cu un "Roll-up".
- Bradshaw a câștigat un The APA Invitational Bar Room Brawl eliminându-l pe Brother Love (4:33)
- The World's Greatest Tag Team (Charlie Haas și Shelton Benjamin) (c) i-au învins pe Billy Kidman și Rey Mysterio păstrându-și campionatele WWE Tag Team Championship (14:53)
  - Benjamin l-a numărat pe Mysterio după un "World Greatest Combination".
- Sable a învins-o pe Stephanie McMahon într-un No Countout match (6:25)
  - Sable a numărat-o pe Stephanie după ce A-Train i-a aplicat un Clothesline.
- The Undertaker l-a învins pe John Cena (16:01)
  - Undertaker l-a numărat pe Cena după un "Last Ride".
- Vince McMahon l-a învins pe Zach Gowen (14:02)
  - Vince l-a numărat pe Gowen după ce acesta a ratat un "Unisault".
- Kurt Angle i-a învins pe Brock Lesnar (c) și Big Show câștigând campionatul WWE Championship (17:29)
  - Angle l-a numărat pe Lesnar după un "Angle Slam".

### 2004
Vengeance 2004 a avut loc pe data de 11 iulie 2004, evenimentul fiind gazduit de Hartford Civic Center din Hartford, Connecticut.
- Tajiri și Rhyno i-au învins pe Lance Cade și Jonathan Coachman (7:30)
  - Tajiri l-a numărat pe Coachman după un "Buzzsaw kick".
- Batista l-a învins pe Chris Jericho (12:19)
  - Batista l-a numărat pe Jericho după un "Batista Bomb".
  - Arbitrul a făcut numărătoarea cu piciorul lui Jericho pe coardă, dar nu l-a vâzut.
- La Résistance (Rob Conway și Sylvain Grenier) (c) i-au învins pe Eugene și Ric Flair prin descalificare pentru campionatele World Tag Team Championship (12:30)
  - Eugene a fost descalificat după ce a împins arbitrul.
  - Cu toate acestea, campionii au păstrat centurile.
- Matt Hardy l-a învins pe Kane într-un No Disqualification match (10:34)
  - Hardy l-a numărat pe Kane după ce l-a lovit cu un scaun de metal.
- Edge l-a învins pe Randy Orton (c) câștigând campionatul WWE Intercontinental Championship (26:36)
  - Edge l-a numărat pe Orton după un "Spear".
- Victoria a învins-o pe Molly Holly într-un meci pentru a deveni candidata la campionatul WWE Women's Championship (6:22)
  - Victoria a numărat-o pe Holly după un "Superkick".
- Chris Benoit (c) l-a învins pe Triple H păstrându-și campionatul WWE World Heavyweight Championship (29:06)
  - Benoit l-a numărat pe Triple H cu un "Roll-Up", după ce Eugene l-a lovit cu un scaun de metal.

### 2005
Vengeance 2005 a avut loc pe data de 26 iunie 2005, evenimentul fiind gazduit de Thomas & Mack Center din Las Vegas, Nevada.
- Carlito (c) l-a învins pe Shelton Benjamin păstrându-și campionatul WWE Intercontinental Championship (12:50)
  - Carlito l-a numărat pe Benjamin cu un "Roll-Up".
- Victoria a învins-o pe Christy Hemme (5:06)
  - Victoria a numărat-o pe Hemme cu un "Roll-Up".
- Kane l-a învins pe Edge (însoțit de Lita) (11:11)
  - Kane l-a numărat pe Edge după un "Chokeslam".
  - Snitsky a intervenit de mai multe ori în favoarea lui Edge.
- Shawn Michaels l-a învins pe Kurt Angle (26:13)
  - Michaels l-a numărat pe Angle după un "Sweet Chin Music".
- John Cena (c) i-a învins pe Christian și Edge păstrându-și campionatul WWE Championship (15:08)
  - Cena l-a numărat pe Christian după un "FU".
- Batista (c) l-a învins pe Triple H într-un Hell in a Cell match păstrându-și campionatul WWE World Heavyweight Championship (26:55)
  - Batista l-a numărat pe Triple H după un "Batista Bomb".

### 2006
Vengeance 2006 a avut loc pe data de 25 iunie 2006, evenimentul fiind gazduit de Charlotte Bobcats Arena din Charlotte, North Carolina.
- Randy Orton l-a învins pe Kurt Angle (12:50)
  - Orton l-a numărat pe Angle după un "RKO".
- Umaga (însoțit de Armando Estrada) l-a învins pe Eugene (1:26)
  - Umaga l-a numărat pe Eugene după un "Samoan Spike".
- Ric Flair l-a învins pe Mick Foley 2-0 într-un Two-out-of-three falls match (7:32)
  - Flair l-a numărat pe Foley după un "Inside Cradle" (1-0). (4:09)
  - Foley a fost descalificat după ce l-a lovit pe Flair cu un coș de gunoi (2-0). (7:32)
- Johnny Nitro i-a învins pe Carlito și Shelton Benjamin (c) câștigând campionatul WWE Intercontinental Championship (12:01)
  - Nitro l-a numărat pe Benjamin după un "Backcracker" a lui Carlito.
- Rob Van Dam (c) l-a învins pe Edge (însoțit de Lita) păstrându-și campionatul WWE Championship (17:55)
  - RVD l-a numărat pe Edge după un "Five-Star Frog Splash".
- Impostor Kane l-a învins pe Kane (7:00)
  - Impostor Kane l-a numărat pe Kane după un "Chokeslam".
- John Cena l-a învins pe Sabu într-un Extreme Rules Lumberjack match (6:38)
  - Cena l-a făcut pe Sabu să cedeze cu un "STFU".
- D-Generation X (Shawn Michaels și Triple H) i-au învins pe The Spirit Squad (Johnny, Kenny, Mikey, Mitch și Nicky) într-un 2-on-5 handicap match (17:45)
  - Triple H l-a numărat pe Kenny după un "Pedigree", în timp ce Michaels îl număra pe Mikey după un "Sweet Chin Music".

### Vengeance: Night of Champions
Vengeance: Night of Champions a avut loc pe data de 24 iunie 2007, evenimentul fiind gazduit de Toyota Center din Houston, Texas.
- Lance Cade și Trevor Murdoch (c) i-au învins pe The Hardy Boyz păstrându-și campionatele World Tag Team Championship (8:55)
  - Cade l-a numărat pe Jeff după un "Sitout Side Slam Spinebuster".
- Chavo Guerrero (c) l-a învins pe Jimmy Wang Yang păstrându-și campionatul WWE Cruiserweight Championship (10:16)
  - Chavo l-a numărat pe Yang după un "Frog Splash".
- Johnny Nitro l-a învins pe CM Punk câștigând campionatul vacant ECW World Championship (8:00)
  - Nitro l-a numărat pe Punk după un "Moonlight Drive" de pe a doua coardă.
  - Nitro îl înlocuia pe Chris Benoit, care a lipsit de la eveniment din "motive personale" iar mai târziu s-a aflat că acesta și-a omorât nevasta și copilul i-ar apoi s-a sinucis.
- Santino Marella (c) l-a învins pe Umaga prin descalificare păstrându-și campionatul WWE Intercontinental Championship (2:34)
  - Umaga a fost descalificat pentru că nu a ascultat de regulile arbitrului.
- Montel Vontavious Porter (c) l-a învins pe Ric Flair păstrându-și campionatul WWE United States Championship (8:43)
  - MVP l-a numărat pe Flair după un "Playmaker".
- Deuce 'n Domino (c) i-au învins pe Jimmy Snuka și Sgt. Slaughter păstrându-și campionatele WWE Tag Team Championship (6:34)
  - Deuce l-a numărat pe Snuka după cu un "Roll-Up".
- Edge (c) l-a învins pe Batista prin countout păstrându-și campionatul WWE World Heavyweight Championship (16:50)
  - Batista a fost descalificat după ce nu s-a întors în ring până la numărătoarea de 10.
- Candice Michelle a învins-o pe Melina (c) câștigând campionatul WWE Women's Championship (4:07)
  - Candice a numărat-o pe Melina după un "Candy Kick".
- John Cena (c) i-a învins pe Bobby Lashley, King Booker, Mick Foley și Randy Orton într-un Five-Pack Challenge păstrându-și campionatul WWE Championship (18:08)
  - Cena l-a numărat pe Foley după un "FU".

### 2011
Vengeance 2011 a avut loc pe data de 23 octombrie 2011, evenimentul fiind gazduit de AT&T Center din San Antonio, Texas.
- Dark match: Wade Barrett l-a învins pe Daniel Bryan (4:57)
  - Barrett l-a numărat pe Bryan după un "Wasteland".
- Air Boom (Evan Bourne și Kofi Kingston) (c) i-au învins pe Dolph Ziggler și Jack Swagger păstrându-și campionatele WWE Tag Team Championship (13:24)
  - Bourne l-a numărat pe Ziggler după un "Trouble in Paradise" a lui Kofi și un "Air Bourne".
- Dolph Ziggler l-a învins pe Zack Ryder păstrându-și campionatul WWE United States Championship (6:04)
  - Ziggler l-a numărat pe Ryder după un "Superkick".
  - În timpul meciului, Swagger a intervenit în favoarea lui Ziggler.
- Beth Phoenix (c) a învins-o pe Eve Torres păstrându-și campionatul WWE Divas Championship (7:18)
  - Phoenix a numărat-o pe Eve după un "Glam Slam".
- Sheamus l-a învins pe Christian (10:37)
  - Sheamus l-a numărat pe Christian după un "Brogue Kick".
- The Miz și R-Truth i-au învins pe CM Punk și Triple H (12:11)
  - Miz l-a numărat pe Punk după o combinație într-e "Skull Crushing Finale" și "Shut Up!" a lui Truth.
  - În timpul meciului, Kevin Nash a intervenit atacându-l pe Triple H.
- Randy Orton l-a învins pe Cody Rhodes (17:55)
  - Orton l-a numărat pe Rhodes după un "RKO".
- Mark Henry împotriva lui Big Show a terminat în no contest într-un meci pentru campionatul WWE World Heavyweight Championship (13:19)
  - Arbitrul a oprit meciul după ce Henry i-a aplicat un "Superplex" lui Show și a rupt ringul.
- Alberto del Rio (c) (însoțit de Ricardo Rodriguez) l-a învins pe John Cena într-un Last Man Standing match păstrându-și campionatul WWE Championship (27:04)
  - Del Rio a câștigat după ce l-a lovit pe Cena cu campionatul și acesta nu s-a mai putut ridica până la 10.
  - În timpul meciului, Rodriguez și The Awesome Truth (R-Truth & The Miz) au intervenit în favoarea lui Del Rio.
  - Lupta a avut loc pe un ring rupt din meciul anterior.